# Українсько-івуарійські відносини
Українсько-івуарійські відносини — відносини між Україною та Республікою Кот-д'Івуар.
Кот-д'Івуар визнав незалежність України 20 жовтня 1992 року, того ж дня країни встановили дипломатичні відносини.
Інтереси громадян України в Республіці Кот-д'Івуар захищає Посольство України в Сенегалі.

## Історія
Делегація Кот-д’Івуару не брала участі у голосуванні резолюції «Територіальна цілісність України» у березні 2014 року.
Кот-д’Івуар приєднався до кола співавторів резолюції «Співробітництво та допомога Україні в галузі прав людини», яка була ухвалена 3 липня 2015 року Радою ООН з прав людини (РПЛ ООН).
Кот-д’Івуар підтримав Резолюцію РПЛ ООН «Співпраця та допомога Україні у галузі прав людини» від 23 червня 2017 року.
Делегація Кот-д’Івуару утрималася при прийнятті резолюцій «Ситуація з правами людини в Автономній Республіці Крим та м. Севастополь (Україна)» у грудні 2016 р., у грудні 2017 р., у грудні 2018 р., у грудні 2019 р., у грудні 2020 р. та у грудні 2021 р., а також «Проблема мілітаризації АР Крим та м. Севастополь (Україна), а також районів Чорного та Азовського морів» у грудні 2018 р., у грудні 2019 р. та у грудні 2020 р.; у грудні 2021 р. не брала участь у голосуванні за згадану Резолюцію.
Делегація Кот-д’Івуару підтримала Резолюції ГА ООН «Агресія проти України» від 2 березня 2022 року та «Гуманітарні наслідки агресії проти України» від 24 березня 2022 року
Делегація Кот-д’Івуару підтримала Резолюцію ГА ООН про призупинення членства Росії у Раді ООН з прав людини 7 квітня 2022 року.
У 2018 році у ході 204-ї (квітень) та 205-ї (жовтень) та у 2019 році у ході 207-ї (жовтень) сесій Виконавчої ради ЮНЕСКО Кот-д’Івуар утримався від ухвалення рішення «Моніторинг ситуації в Автономній Республіці Крим (Україна)».
14 листопада 2019 року на Третьому комітеті ГА ООН делегація Кот-д’Івуару уперше за 5 років не підтримала проєкт Резолюції «Ситуація з правами людини в Автономній Республіці Крим та місті Севастополь, Україна».
Делегація Кот-д’Івуару утрималась при прийнятті Резолюції 47-ї сесій РПЛ ООН «Співпраця та допомога Україні у галузі прав людини» (13.07.2021).
Делегація Кот-д’Івуару підтримала Резолюцію 49-ї сесії РПЛ ООН «Ситуація з правами людини в Україні внаслідок російської агресії» від 4 березня 2022 року.

## Торговельно-економічне співробітництво
У березні 2025 року заступник керівника Офісу Президента України Ігор Брусило провів онлайн-зустріч із міністром економіки та розвитку Кот-д’Івуару Ніале Кабою. Ключовою темою обговорення стали – активізація взаємовигідного співробітництва в перспективних галузях економіки: аграрній промисловості, торгівлі, інфраструктурних проєктах і професійній підготовці івуарійських студентів в українських вищих навчальних закладах. Кот-д’Івуар висловив готовність до партнерства, зокрема завдяки започаткуванню прямого діалогу між галузевими міністерствами. Окрема увага була приділена розширенню договірно-правової бази двосторонніх відносин у торговельно-економічній сфері.